# Ferdinand Canu
Ferdinand Philippe Canu (Parijs, 8 december 1863 - Versailles, 12 februari 1932) was een Franse paleontoloog en schrijver. In 1923 ontving Canu het Daniel Giraud Elliot medaille voor zijn werk North American Later Tertiary and Quaternary Bryozoa.
- Bibliothèque nationale de France: cb10997047x (data)
- Gemeinsame Normdatei: 1055132600
- International Standard Name Identifier: 0000 0001 2209 5109
- Library of Congress Control Number: no95028750
- Base Léonore: 19800035/761/86495
- Nationale Bibliotheek van Tsjechië: uk2013786678
- Nationale Bibliotheek van Israël: 987007352735505171
- Nederlandse Thesaurus van Auteursnamen: 08996442X
- Système universitaire de documentation: 109231481
- Virtual International Authority File: 24964889
- WorldCat: E39PBJqvX7kJdFdP8w9JBvppT3